# یواس‌اس کیتسان (ای‌پی‌ای-۱۲۳)
یواس‌اس کیتسان (ای‌پی‌ای-۱۲۳) (به انگلیسی: USS Kittson (APA-123)) یک کشتی بود که طول آن ۴۵۵ فوت (۱۳۹ متر) بود. این کشتی در سال ۱۹۴۴ ساخته شد.